# Ilya Kharun
Ilya Kharun (Montreal, 7 de fevereiro de 2005) é um nadador canadense.

## Carreira
Os pais de Kharun estavam no Cirque du Soleil. Kharun cresceu em Las Vegas e compete internacionalmente pelo Canadá desde 2022. Ele estuda e nada na Arizona State University. Ele ganhou seu primeiro título de campeonato da National Collegiate Athletic Association em 2024.
Em dezembro de 2022, no Campeonato Mundial de Pista Curta em Melbourne, Kharun ficou em quinto lugar no revezamento 4 x 100 metros livre. Ele ficou em oitavo lugar nos 200 metros borboleta. Kharun nadou até o sétimo lugar no revezamento 4 x 200 metros livre e ficou em sexto lugar no revezamento 4 x 100 metros medley. Na final dos 100 metros borboleta, o sul-africano Chad Le Clos venceu, Kharun ficou em segundo lugar com 49,03 segundos, estabelecendo um recorde mundial júnior no processo. O revezamento medley misto 4 x 50 metros com Ingrid Wilm, Javier Acevedo, Ilya Kharun e Rebecca Smith chegou à final com o oitavo melhor tempo. Na final, Kylie Masse, Javier Acevedo, Ilya Kharun e Margaret Mac Neil nadaram dois segundos mais rápido que a equipe de revezamento preliminar e ficaram em terceiro atrás da equipe dos EUA e da equipe de revezamento italiana. Todos os seis participantes do Canadá receberam a medalha de bronze.
Em 2023, no Campeonato Mundial em Fukuoka, Kharun foi eliminado nas semifinais nos 50 metros borboleta e 100 metros borboleta. Ao terminar em nono na semifinal dos 100 metros, ele estava a 0,06 segundos de chegar à final. Nos 200 metros borboleta, Kharun chegou à final e terminou em quarto lugar, ao mesmo tempo que Thomas Heilman, dos Estados Unidos, 0,16 segundos atrás do terceiro colocado.
Nos Jogos Olímpicos de Paris, o francês Léon Marchand venceu os 200 metros borboleta à frente do húngaro Kristóf Milak. Um segundo atrás do húngaro, Kharun terminou em terceiro e mais de um segundo à frente do quarto colocado polonês Michał Chmielewski. Kristóf Milak venceu os 100 metros borboleta um pouco à frente do canadense Joshua Liendo, 0,46 segundos atrás do compatriota e 0,10 segundos à frente do suíço Noè Ponti, Kharun ficou em terceiro. A equipe de revezamento medley com Blake Tierney, Finlay Knox, Ilya Kharun e Joshua Liendo ficou em quinto lugar.